# آزبورن رنولدز
آزبورن رنولدز که به اشتباه اُزبورن رِیْنولدز هم نوشته‌شده (به انگلیسی: Osborne Reynolds) (۲۳ اوت ۱۸۴۲ – ۲۱ فوریه ۱۹۱۲) یک فیزیک‌دان اهل انگلستان بود که به علت مطالعه سیالات و ابداع عدد رینولدز که معیاری جهت آشفتگی است شهرت دارد.

## زندگی‌نامه
آزبورن رینولدز یک مهندس مکانیک سیالات انگلیسی بود که در ۲۳ اوت ۱۸۴۲ در بلفاست، ایرلند متولد و در ۲۱ فوریه ۱۹۱۲ در واتچت سامرست انگلیس درگذشت. تحصیلاتش را در ددهام شروع نمود ولی پس از پایان تحصیلات متوسطه بلافاصله به دانشگاه نرفت بلکه در سال ۱۸۶۱ به کارآموزی در شرکت مهندسی ادوارد هیس پرداخت وی پس از کسب تجربه در شرکت مهندسی به تحصیل ریاضیات در کمبریج پرداخت و در سال ۱۸۶۷ فارغ‌التحصیل شد.
او نیز همانند پدر ش برندهٔ بورس تحصیلی کالج کویین شد و دوباره به همکاری با یک شرکت مهندسی پرداخت و این بار به کسب تجربه در مهندسی عمران نزد جان لاوسن در لندن مشغول شد. در سال ۱۸۶۸ رینولدز اولین استاد مهندسی در کالج اونز منچستر و دومین در انگلستان شد و این سمت را تا سال ۱۹۰۵ که بازنشست شد، نگه داشت.
اولین کار وی در مورد مغناطیس و الکتریسیته بود ولی چندی بعد به مطالعه در زمینهٔ هیدرولیک و هیدرودینامیک پرداخت او همچنین خواص الکترومغناطیسی خورشید و ستاره‌های دنباله دار و حرکات جزر و مدی در رودخانه‌ها را مورد بررسی قرار داد. پس از سال ۱۸۷۳ رینولدز کارش را متمرکز دینامیک سیالات کرد و این زمانی بود که مقالات وی شهرت جهانی یافت.
او به بررسی شرایطی که در آن جریان یک سیال در لوله از آرام به آشفته تبدیل می‌شود پرداخت نتیجهٔ این آزمایش‌ها بدست آمدن عددی بی بعد بود که عدد رینولدز نامگذاری شد وی در سال ۱۸۸۳ مقاله‌ای با عنوان «یک مشاهدهٔ تجربی از شرایطی که تعیین می‌کنند آیا حرکت آب در کانال‌های موازی باید مستقیم باشد یا پیچ و خم دار و قانون مقاومت در کانال‌های موازی» ارائه داد که عدد رینولدز را معرفی می‌کرد. در سال ۱۸۸۶ او نظریه‌ای در مورد روان‌سازی (روغن کاری) ارائه داد سه سال بعد او یک مدل تئوری مهم را که یک روش استاندارد ریاضی را که برای بررسی آشفتگی بود ارائه داد.
مطالات وی در مورد انقباض و انتقال حرارت بین جامدات و سیالات یک تجدید نظر اساسی در مورد دیگ‌های بخار و دستگاه‌های متراکم کنندهٔ بخار را به وجود آورد.
سهم رینولدز در مکانیک سیالات در طراحی کشتی ازبین نرفته توانایی ساخت مدل‌های کوچک از یک کشتی و استخراج اطلاعات قابل پیشبینی مفید نسبت به یک کشتی با اندازهٔ واقعی مستقیماً وابسته به تجربیات کاربردی اصول تلاطم رینولدز در مورد تحلیل نیروی اصطکاک و کاربرد نظریات ویلیام فرود است.
رینولدز در سال ۱۸۷۷ به عضویت جامعهٔ رویال درآمد و ۱۱ سال بعد در سال ۱۸۸۸ مدال رویال را برنده شد همچنین در سال ۱۸۸۴ یک درجهٔ افتخاری از طرف دانشگاه گلاسگو به وی اعطا شد.
در آغاز قرن بیستم او سلامتی اش را از دست داد و در سال ۱۹۰۵ بازنشست شد او نه تنها از نظر فیزیکی بلکه از نظر ذهنی نیز ضعیف شد طوری که دیدن مردی به باهوشی او در چنین وضعیتی که به سختی شصت سالش می‌شد خیلی غم‌انگیز بود. او سر انجام در ۲۱ فوریه ۱۹۱۲ درگذشت
.
یک دهانهٔ آتشفشان در مریخ به افتخار وی نامگذاری شده‌است.
از جمله دستاوردهای رینولدز یا دستاوردهایی که به افتخار وی نامگذاری شده‌اند به موارد زیر می‌توان اشاره کرد:
- عدد رینولدز
- نظریه انتقال رینولدز
- تنش رینولدز

علی‌رغم علاقهٔ شدید وی به تحصیلات او یک سخنران خوب نبود، سخنرانی‌های او به سختی قابل دنبال کردن بود و گاهی به موضوعاتی بی ربط منحرف می‌شد لمب که رینولدز را به خوبی می‌شناخت نوشته: شخصیت رینولدز شبیه نوشته‌هایش به شدت فردی بود با وجودی که از حجم بالای کارش آگاه بود و از این که دنیای علم در مورد کارش قضاوت خوبی خواهند کرد راضی بود او علاقه‌ای به تبلیغات نداشت و پاسخش به ادعاهای بی جهت دیگران لبخندی بردبارانه بود و برای شاگردانش در فرصت برای کارهای با ارزشی که سر راهشان قرار می‌داد و در شراکت و همکاری با آنان بخشنده‌ترین بود.